# Tipula (Pterelachisus) idahoensis
Tipula (Pterelachisus) idahoensis is een tweevleugelige uit de familie langpootmuggen (Tipulidae). De soort komt voor in het Nearctisch gebied.